# زلان
زلان، روستایی از توابع بخش مرکزی شهرستان جوانرود در استان کرمانشاه ایران است. این روستا در ۲۰ کیلومتری شهرستان جوانرود و ۳۰کیلومتری شهرستان ثلاث باباجانی می‌باشد 
زبان مردم این روستا جافی می‌باشد
این روستا یکی از بزرگترین و پرجمعیت‌ترین روستای جوانرود می‌باشد

## جمعیت
این روستا در دهستان بازان قرار دارد و براساس سرشماری مرکز آمار ایران در سال ۱۳۸۵، جمعیت آن ۱٬۴۳۲ نفر (۳۱۶خانوار) بوده‌است.